# Dec. 21
«Dec. 21» es una canción del artista estadounidense Prince Royce. Se estrenó como sencillo promocional de su sexto álbum de estudio Alter Ego (2020) el 21 de diciembre de 2019.

## Antecedentes y lanzamiento
A través de las redes sociales del cantante, un adelanto del vídeo musical se publicó el 20 de diciembre de 2020. Se estrenó como sencillo el 21 de diciembre de 2019 sin previo aviso para la promoción de su sexto álbum de estudio. Royce ha ido revelando de apoco los títulos que se incluirá en su próximo lanzamiento discográfico, el cual lanzará de la mano de Sony Music. «Dec. 21» se convirtió en la quinta canción anunciada para el álbum Alter Ego (2020).

## Composición
«Dec. 21» es una canción escrita por Royce junto a Yonathan “Mickey” Then, Edward David y D’lesly Lora y producida por este último. Mezcla el R&B y la bachata con un sonido distintivo y sensual. En el tema, se aborda una relación prohibida y encuentros secretos que constantemente se repitan de un lugar a otro.

## Video musical
El video musical se estrenó el 21 de diciembre de 2019. Filmado en Miami, Estados Unidos, y al igual que todos los sencillos del álbum, fue llevado a cabo bajo la dirección de Fernando Lugo.

## Historial de lanzamiento
| País   | Fecha                   | Formato                     | Discográfica                | Ref           |
| ------ | ----------------------- | --------------------------- | --------------------------- | ------------- |
| Varios | 21 de diciembre de 2019 | Descarga digital, Streaming | Sony Music Entertainment US | [ 13 ] [ 14 ] |